# Tretioscincus
Genre
Tretioscincus est un genre de sauriens de la famille des Gymnophthalmidae.

## Répartition
Les trois espèces de ce genre se rencontrent dans le nord de l'Amérique du Sud et aux îles Sous-le-Vent aux Antilles.

## Description
Ce sont des sauriens diurnes et ovipares. Ils sont assez petits avec des pattes petites voire atrophiées.

## Liste des espèces
Selon The Reptile Database (7 janvier 2016) :
- Tretioscincus agilis (Ruthven, 1916)
- Tretioscincus bifasciatus (Duméril, 1851)
- Tretioscincus oriximinensis Avila-Pires, 1995

## Publication originale
- Cope, 1863 "1862" : Contributions to Neotropical saurology. Proceedings of the Academy of Natural Sciences of Philadelphia, vol. 14, p. 176-188 (texte intégral).